# ジョジョの奇妙な冒険 ファントムブラッド (ミュージカル)
ミュージカル『ジョジョの奇妙な冒険 ファントムブラッド』（ミュージカル ジョジョのきみょうなぼうけん ファントムブラッド）は、荒木飛呂彦による日本の漫画作品『ジョジョの奇妙な冒険』のPart1『ファントムブラッド』を原作としたミュージカル。

## 概要
2023年6月1日、シリーズ第1部「ファントムブラッド」を原作としたミュージカル作品が、「ミュージカル『ジョジョの奇妙な冒険 ファントムブラッド』」のタイトルで東京・帝国劇場にて上演されることが発表された。脚本をエムキチビートの元吉庸泰、演出を冨士山アネットの長谷川寧、音楽をドーヴ・アチアがそれぞれ担当する。
同年8月29日、キャスト情報などが解禁された。ジョナサン・ジョースター役を松下優也と有澤樟太郎（ダブルキャスト）が、ディオ・ブランドー役を宮野真守がそれぞれ務める。

## 騒動
2024年2月より、東京・帝国劇場（2024年2月6日 - 28日）を皮切りに、北海道・札幌文化芸術劇場（3月26日 - 30日）、兵庫県・兵庫県立芸術文化センター（4月9日 - 14日）にて上演される予定であったが、開幕2日前となる2月4日、2月6日 - 8日の公演を中止することが発表された。公式サイト上では「ミュージカル『ジョジョの奇妙な冒険　ファントムブラッド』につきましては、開幕準備に想定以上の時間を要すこととなり、万全の状態で公演をお届けすることが難しいため、やむを得ず2月6日～8日の公演を、中止とさせていただきます」と報告がされた。
2月6日、公式サイト上で改めて一連の経緯が説明された。中止となった背景として「その複雑な演出プランに対応するための確認作業が想定以上に必要となったことなどから、稽古の進行が予定より遅れておりました」との説明がなされ、謝罪と具体的な補償範囲を明らかにした。
2月8日、さらに10日・11日の3公演も中止することが発表された。
2月12日、初日が開演。

### 対応・補償
公演の中止を受けて、主催の東宝は2月4日時点ではチケット代金の払い戻しのみの説明をしていた。しかし、2月6日には金銭的補償の範囲を以下まで拡大することを発表した。
- チケット代金の払戻し
- チケット販売手数料およびシステム利用料
- 公演中止発表以前に手配済みの交通費と宿泊費のキャンセル料
- キャンセルできなかった場合には、交通費と1公演日につき1泊分の宿泊費

補償の範囲を拡大した経緯として、本公演の担当者は「今回はかなり異例のことなので、通常の判断ではなくてこういう対応をさせていただいている」と説明した。なおSNS上で批判が殺到したために対応を変更したのではないかという声に対しては、「結果的にそう見えてしまったかもしれないですけど、これはもう、ただ我々が悪いのでそうしないとな、というところで」と当初から関連費用を全額補償する予定だったとしている。
また、振替公演は調整がつかないため実施しないとしながらも、中止公演の入場券を所持する観客を対象に同公演の無料配信が検討され2月22日に決定した。

## 公演日程
- 2024年2月12日[注 1] - 28日、帝国劇場[2]
- 2024年3月26日 - 30日、札幌文化芸術劇場 hitaru[2]
- 2024年4月9日 - 14日、兵庫県立芸術文化センター KOBELCO 大ホール[2]

## キャスト
- ジョナサン・ジョースター - 松下優也、有澤樟太郎[2]
- ディオ・ブランドー - 宮野真守[2]
- エリナ・ペンドルトン - 清水美依紗[2]
- スピードワゴン - YOUNG DAIS[2]
- ウィル・A・ツェペリ - 東山義久、廣瀬友祐[2]
- 切り裂きジャック - 河内大和[2]
- ワンチェン - 島田惇平[2]
- ダリオ・ブランドー - コング桑田[2]
- ジョースター卿 - 別所哲也[2]

### バンドメンバー
- 蔡忠浩
- 吉田省念
- 小池龍平
- 田中佑司
- 梅本浩亘
- 高橋飛夢

### アンサンブル
- 天野夏実[2]
- AYUBO[2]
- 池田遼[2]
- 伊藤奨[2]
- 伊藤広祥[2]
- 今村洋一[2]
- 江上万絢[2]
- 岡田玲奈[2]
- 尾崎豪[2]
- 加瀬友音[2]
- 鎌田誠樹[2]

- 工藤広夢[2]
- 倉元奎哉[2]
- シュート・チェン[2]
- 杉浦奎介[2]
- 住玲衣奈[2]
- 西澤真耶[2]
- 花岡麻里名[2]
- 古澤美樹[2]
- 町屋美咲[2]
- 望月凜[2]
- 森内翔大[2]

## スタッフ
- 原作 - 荒木飛呂彦「ジョジョの奇妙な冒険」（集英社ジャンプ コミックス）[2]
- 脚本 - 元吉庸泰（エムキチビート）[2]
- 演出 - 長谷川寧（冨士山アネット）[2]
- 音楽 - ドーヴ・アチア[2]
- 音楽監督 - 竹内 聡
- アレンジメント・バンドマスター - 蔡 忠浩
- 歌唱指導 - 山川高風、西川光子
- 美術 - BLANk R＆D
- 照明 - 齋藤茂男
- 音響 - 山本浩一
- 映像 - 上田大樹
- 衣裳 - 久保嘉男（yoshiokubo）
- ヘアメイク - 奥平正芳
- 特殊メイク - 快歩
- アクション演出 - HAYATE[14]
- 振付助手 - 田路紅瑠美
- 演出助手 - 末永陽一、時枝正俊
- 舞台監督 - 菅田幸夫
- 舞台監督補足 - 立充章
- 編曲 - 長谷部光祐、竹内秀太郎
- 音楽監督補・稽古ピアノ - 若林優美
- 稽古ピアノ - 境田桃子
- 音楽コーディネート - 東宝ミュージック（株）
- 制作 - 中谷佑子
- アソシエイトプロデューサー - 渡邊 隆、塚田淳一
- プロデューサー - 鈴木隆介、馬場千晃
- 宣伝フォトグラファー - 間仲 宇
- 宣伝アートディレクション - 三嶋章義
- 製作 - 東宝